# وایولا ریچارد
وایولا ریچارد (انگلیسی: Viola Richard؛ ‏ ۲۶ ژانویهٔ ۱۹۰۴ – ۲۸ دسامبر ۱۹۷۳) بازیگر اهل ایالات متحده آمریکا بود.
از فیلم‌های او می‌توان به ملوانان، مراقب باشید!، پرواز فیل‌ها، دلیل علاقه دخترها به ملوانان، ولشون کن بخندن، عاشق‌شان باش و سیرشان کن، آیا مردان متأهل باید به خانه بروند؟ و این به آن در اشاره کرد.